# Ovalaua
Ovalaua es un género de escarabajos longicornios de la tribu Acanthocinini.

## Especies
- Ovalaua crassus (Dillon & Dillon, 1952)
- Ovalaua flavovittatus (Dillon & Dillon, 1952)